# Ludwig Augustinsson
Hans Carl Ludwig Augustinsson (Estocolmo, 21 de abril de 1994) é um futebolista sueco que atua como lateral-esquerdo. Atualmente defende o Anderlecht.

## Carreira
Ludwig Augustinsson fez parte do elenco da Seleção Sueca de Futebol da Eurocopa de 2016 e Eurocopa de 2020.

## Títulos
Suécia
- Campeonato Europeu Sub-21: 2015